# Mémorial aux Huguenots de Franschhoek

Le Mémorial aux Huguenots de Franschhoek est dédié à la mémoire des immigrants protestants d’origine française (aussi dénommés huguenots) arrivés en Afrique du sud au XVIIe siècle et au XVIIIe siècle, et à leur influence culturelle sur la Colonie du Cap et sur toute l’Afrique du Sud. Situé à Franschhoek sur la commune de Stellenbosch, zone d’installation privilégiée des Français, le mémorial est composé d’un musée et d’un monument.

## Le Monument
Conçu par l'architecte néerlandais Jacob Cornelis Jongens (1898-1986), le monument a été terminé en 1945 et inauguré par le pasteur Abraham van der Merwe le 17 avril 1948.
Il est composé :
- d’un arrière-plan comprenant trois hautes arches symbolisant les trois personnes de la Trinité, surmontées du soleil de la justice et de la croix chrétienne,
- d’une statue centrale créée par Coert Steynberg, représentant une femme qui personnifie la liberté religieuse tenant dans une main une Bible et dans l’autre une chaîne brisée. Elle rejette le manteau de l’oppression et se tient debout sur une sphère en signe de liberté spirituelle. La fleur de lys sur sa robe représente sa noblesse d’esprit. Sur le globe se trouvent les symboles de la religion protestante (la Bible), les arts et la culture (une harpe), l’agriculture (du blé et de la vigne) et l’industrie (le rouet).
- un bassin circulaire au premier plan, dans lequel se réfléchit l’image de la colonnade d’arrière-plan et qui représente la paix de l’esprit finalement atteinte par les huguenots arrivés en Afrique du Sud après de longues et pénibles tribulations.

## Le Musée
Le musée du Mémorial Huguenot construit à côté du monument rassemble les témoignages sur la vie des immigrants Huguenots dans la Province du Cap et plus particulièrement dans la vallée de Franschhoek. On y trouve par exemple les différents outils dont ils se servaient pour la culture de la vigne, leurs vêtements, leurs écrits, des portraits et des généalogies. On peut y voir également des caves à vin et une colonnade où figurent les mots « Post Tenebras Lux » ("La lumière après les ténèbres"), devise du protestantisme que l’on trouve également sur le Mur de la Réformation à Genève.

## Autres monuments ou mémoriaux huguenots en Afrique du Sud
- Dans le jardin botanique de Johannesburg se trouve un mémorial commémorant le 300e anniversaire de l’arrivée des premiers huguenots en Afrique du Sud.
- Dans le square Joubert de Wellington (Province du Cap) se trouve une “fontaine huguenote ».
- Au Cap, dans la rue de la Reine Victoria se trouve le bâtiment du Mémorial Huguenot qui a été construit par la Huguenot Memorial Society. Les cendres du Président Kruger y ont reposé avant d’être transportées aux Pays-Bas.

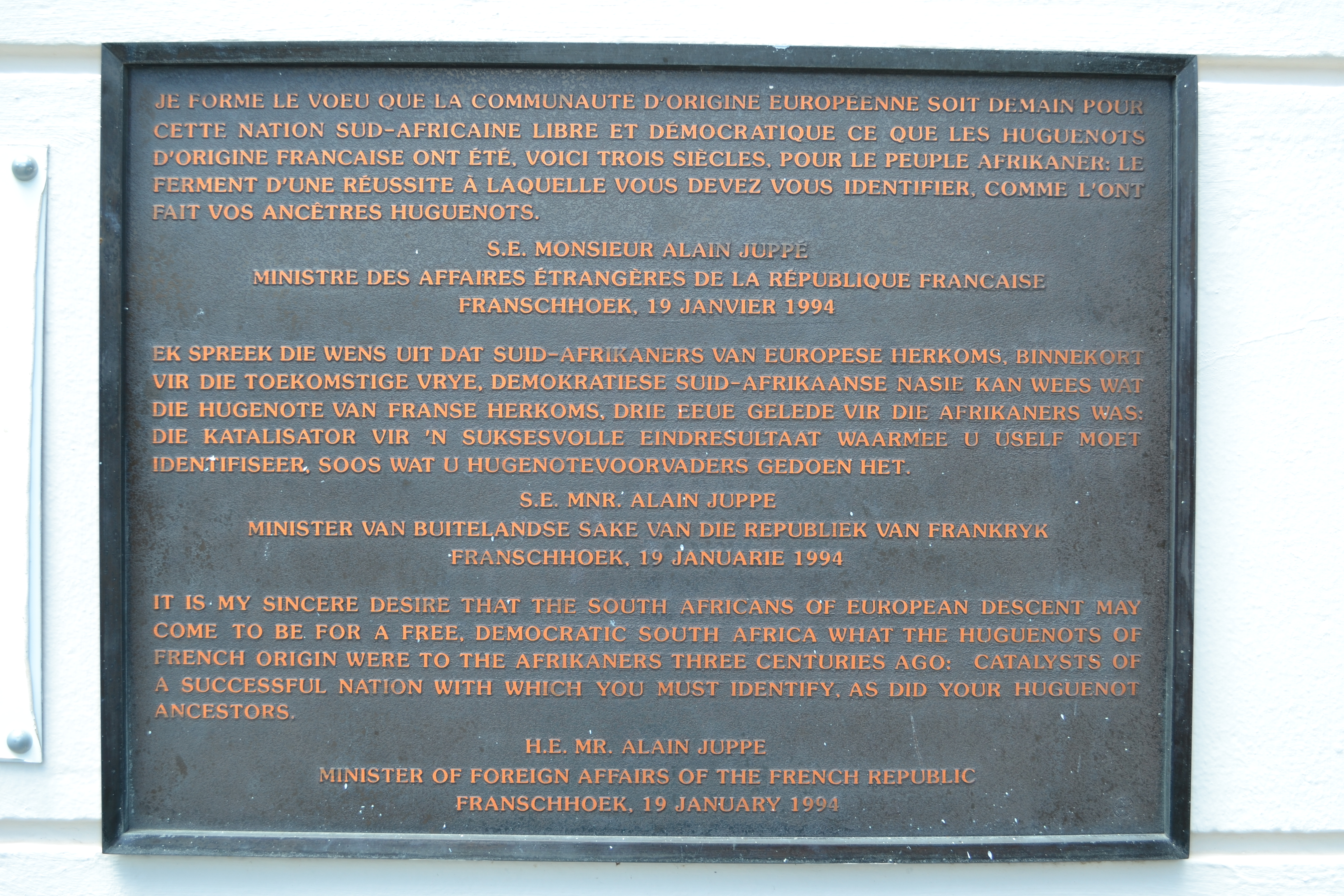
Plaque apposée en 1994
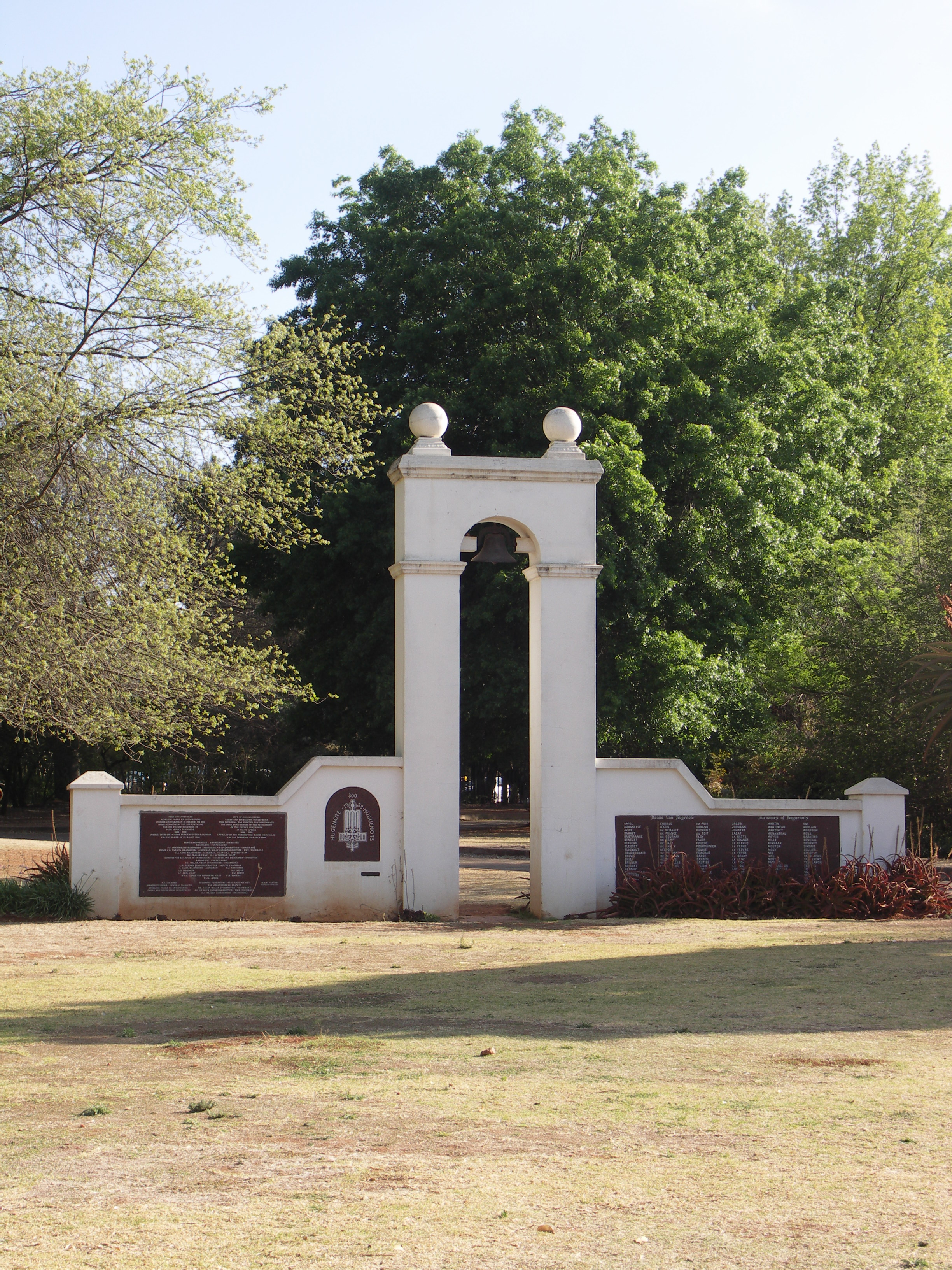
Mémorial huguenot au jardin botanique de Johannesburg

### En anglais
- The Huguenot Memorial Museum website
- The Huguenot Heritage
- The Huguenot Society of South Africa

### En français
- Les huguenots en Afrique du Sud